# Бречеле I (Авелино)
Бречеле I је насеље у Италији у округу Авелино, региону Кампанија.
Према процени из 2011. у насељу је живело 224 становника. Насеље се налази на надморској висини од 432 м.